# 電波の窓

地球の大気の不透明度: 右側の不透明度の低い箇所が「電波の窓」

電波の窓（でんぱのまど、radio window）とは、地球の大気の不透明度が低く電磁波が大気を通過して地表まで到達する大気の窓の一種で、電波の領域にあるもののことである。
第二次世界大戦ごろまでは、天体の観測には可視光線（可視光の窓）と近赤外線（赤外線の窓）しか使えなかった。電波望遠鏡が開発されたことによって電波の窓を使った観測が可能になり、天文学的に貴重なデータが観測できるようになった。
人工衛星においては、地上との通信に使用可能な周波数帯はこの電波の窓に含まれる周波数から選ばれる。地球表面の観測を目的とした合成開口レーダー（SAR）衛星では使用する周波数帯における観測対象の反射特性のほかに大気の減衰が十分小さいかを考慮する必要がある。

## 範囲
一般的に電波の窓の範囲は、下限周波数が約15メガヘルツ（波長約20メートル）、上限周波数が約1テラヘルツ（波長約300マイクロメートル）とされる。

### 範囲に影響する要因
電波の窓の下限と上限の周波数は固定ではなく、様々な要因で変化する。

#### 中間赤外線の吸収
電波の窓の上限周波数には、酸素(O2)、二酸化炭素(CO2)、水(H2O)などの大気中の分子の振動遷移が影響しており、そのエネルギーは中間赤外線の光子のエネルギーに相当する。これらの分子により、中間赤外線は地表に到達するまでにほとんど吸収される。

#### 電離層
電波の窓の下限周波数には、電離層が影響する。電離層により約30メガヘルツ以下（波長10メートル以上）の電波は屈折する。10メガヘルツ以下（波長30メートル以上）の電波は宇宙空間に反射される。下限の周波数は電離層の自由電子の密度に比例し、次式で与えられるプラズマ周波数と一致する。
{\displaystyle f_{p}=9{\sqrt {N_{e}}}}
ここで、{\displaystyle f_{p}}はプラズマ周波数（単位ヘルツ）、{\displaystyle N_{e}}は1立方メートルあたりの電子の密度である。{\displaystyle N_{e}}は太陽光に大きく依存するため、日中と夜間で値が大きく変わる。日中は電子密度が低くなって電波の窓の下限周波数が下がり、夜間は電子密度が高くなって電波の窓の下限周波数が上がる。ただし、これは太陽の活動状況や地理的な位置にも依存する。

#### 対流圏

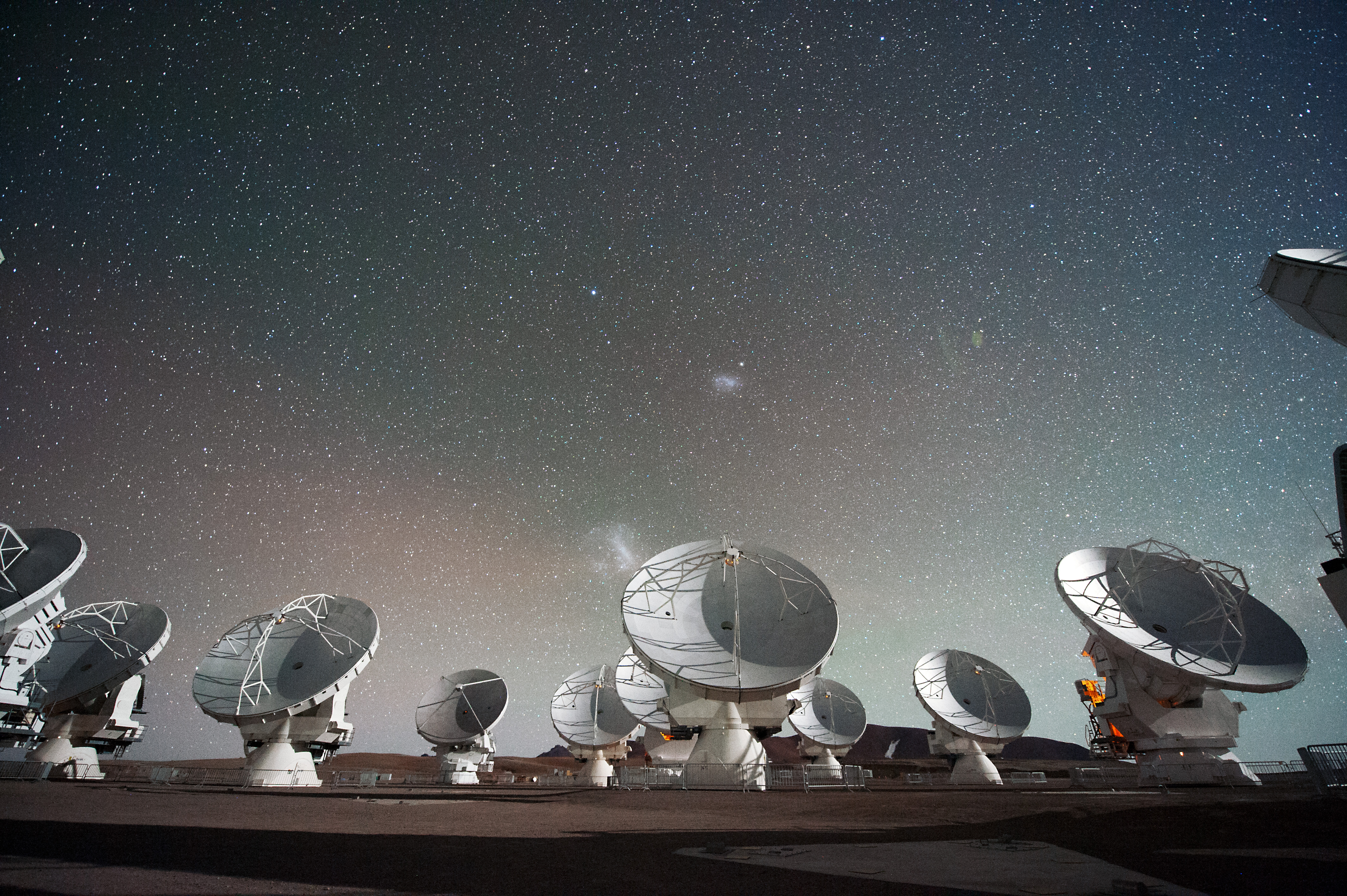
チリ・アタカマ砂漠の標高5千メートルの地点に建設されたアタカマ大型ミリ波サブミリ波干渉計

天体は高い周波数帯でより強いスペクトル線を出すため、電波望遠鏡による観測は、電波の窓の上限周波数ぎりぎりの1テラヘルツ付近まで行われる。対流圏の大気中の水蒸気は、22.3ギガヘルツ（波長1.32センチメートル）、183.3ギガヘルツ（波長1.64ミリメートル）、323.8ギガヘルツ（波長0.93ミリメートル） の電磁波を吸光するため、電波の窓の上限周波数に大きく影響する。同様に、大気中の酸素の吸光周波数である60ギガヘルツ（波長5.00ミリメートル）、118.74ギガヘルツ（波長2.52ミリメートル）も上限周波数に影響を与える。水蒸気の影響を低くするため、多くの電波望遠鏡は乾燥した気候の高地に建設されている。しかし、酸素の影響を避けることはほとんどできない。

#### 電波干渉
地球上で発せられる、様々な用途の電波による干渉は、電波の窓による観測に大きな影響を与える。

## 衛星通信
通信衛星による衛星通信には、電波の窓の透過率のピークがある 1 - 10 GHz の周波数帯の電磁波が使用される。雑音が少ないため、衛星通信にはこの帯域が適しているとされる。一方、通信容量の増大を受けて、より高い10 GHz以上の帯域も使用されるようになっている。